# Coprinus xerophilus
Coprinus xerophilus är en svampart som tillhör divisionen basidiesvampar, och som beskrevs av James P. Bogart. Coprinus xerophilus ingår i släktet Coprinus, och familjen Agaricaceae. Arten är reproducerande i Sverige.